# Station Bad Bevensen
Station Bad Bevensen (Bahnhof Bad Bevensen) is een spoorwegstation in het Duitse stadje Bad Bevensen in de deelstaat Nedersaksen. Het station ligt aan de spoorlijn Lehrte - Cuxhaven. Het station staat direct ten westen van het stadscentrum van dit kuuroord.

## Indeling
Het station heeft twee zijperrons. Ze zijn niet overkapt, maar er zijn abri's aanwezig. Onder de sporen lopen twee tunnels. De eerste tunnel is een voetgangerstunnel die alleen met trappen te bereiken is, ter hoogte van het stationsgebouw. De tweede tunnel ligt ten zuiden van de perrons en heeft hellingbanen waardoor ook fietsers gebruik kunnen maken van deze tunnel. Vanaf deze tunnel zijn de perrons ook te bereiken. Twee fietsenstallingen liggen aan de oostzijde van het station. Voor auto's is er aan beide zijden een parkeerterrein. Aan de weg Am Bahnhof is een grote bushalte, waar ook pendelbussen naar het kuurcentrum stoppen.

## Verbindingen
Het station wordt alleen door treinen van metronom bediend. De volgende treinseries doen het station Bad Bevensen aan:
| Serie | Treinsoort                  | Route                                                            | Bijzonderheden |
| ----- | --------------------------- | ---------------------------------------------------------------- | -------------- |
| RE 3  | Regional-Express (metronom) | Uelzen – Bad Bevensen – Lüneburg – Hamburg-Harburg – Hamburg Hbf |                |

Er wordt naar gestreefd, dat er in beide richtingen zo mogelijk twee keer per uur (1 x RE 3 en 1 x RE 31)  een trein stopt. Incidenteel stoppen intercitytreinen Stralsund-Hamburg Hbf-Hannover-Frankfurt am Main v.v. in Bad Bevensen.
Hamburg-Harburg ·
Meckelfeld ·
Maschen · 
Stelle ·
Ashausen ·
Winsen (Luhe) ·
Radbruch ·
Bardowick ·
Bardowick ·
Lüneburg ·
Bienenbüttel ·
Bad Bevensen ·
Emmendorf ·
Uelzen ·
Suderburg ·
Unterlüß ·
Eschede ·
Celle ·
Ehlershausen ·
Otze ·
Burgdorf (Han) ·
Aligse ·
Lehrte ·